# 奧里利卡
48°58′34″N 36°1′4″E / 48.97611°N 36.01778°E
奧里利卡是位於烏克蘭東部的市級鎮，由哈爾科夫州洛佐瓦區的洛佐瓦市鎮負責管轄。該村處於奧里利卡河畔，始建於1902年，面積4.89平方公里，海拔高度99米，2001年人口3,909，人口密度每平方公里799.39人。